# Joyas prestadas
Joyas prestadas es el sexto álbum de estudio de Niña Pastori. En este disco, por primera vez la artista versiona sus canciones favoritas, las que son especiales para ella y le ayudaron en su vida. Versiona canciones de: Joan Manuel Serrat, Alejandro Sanz, Maná, Juan Luis Guerra, Antonio Machín, Manolo García, Luz Casal, Armando Manzanero, Los chichos o Marifé de Triana.

## Lista de canciones
| Joyas prestadas |                                          |                                     |          |  |
| N.º             | Título                                   | Escritor(es)                        | Duración |  |
| 1.              | «Burbujas de amor» (de Juan Luis Guerra) | Juan Luis Guerra                    | 3:41     |  |
| 2.              | «Vivir sin aire» (de Maná)               | Fernando Olvera Sierra              | 4:45     |  |
| 3.              | «Lo eres todo» (de Luz Casal)            | Carmen Santonja, Gloria Van Aerssen | 3:43     |  |
| 4.              | «María de la O» (de Marifé de Triana)    | Valverde, León y Quiroga            | 3:28     |  |
| 5.              | «Angelitos Negros» (de Antonio Machín)   | Andrés Eloy Blanco, Manuel Álvarez  | 3:12     |  |
| 6.              | «Mediterráneo» (de Joan Manuel Serrat)   | J. M. Serrat                        | 4:04     |  |
| 7.              | «Pájaros de barro» (de Manolo García)    | Manuel García García-Pérez          | 4:17     |  |
| 8.              | «Cuando nadie me ve» (de Alejandro Sanz) | Alejandro Sanz                      | 4:30     |  |
| 9.              | «Todavía» (de Armando Manzanero)         | Armando Manzanero                   | 2:56     |  |
| 10.             | «Hoy igual que ayer» (de Los Chichos)    | Jeros                               | 3:35     |  |
| 38:19           |                                          |                                     |          |  |

## Sencillos
1. Burbujas de amor (Juan Luis Guerra) - 3:41

- Datos: Q5946826